# Grad militar
Gradele militare sunt treptele din ierarhia militară, prin care o persoană din cadrul forțelor armate poate promova de la soldat până la gradul de general sau amiral.
Gradele militare sunt un sistem  ierarhic de relații în forțele armate, poliție, servicii secrete sau a altor instituții organizate conform liniei militare. De obicei, uniforma indică rangul purtătorului prin  însemne particulare aplicate pe uniforma respectivă. Sistemele de clasare pe grade au fost recunoscute în cele mai multe istorii militare ca fiind avantajoase pentru operațiuni militare, în special în ceea ce privește logistica, comanda și coordonarea; pe măsură ce în timp, operațiunile militare au devenit mai mari și mai complexe, gradele militare au crescut și  sistemele de gradare militară în sine au devenit și ele mai complexe.
În cadrul forțelor armate moderne, utilizarea gradelor militare este aproape universală. Statele socialiste, în anumite perioade au desființat gradele militare (de exemplu, Armata Roșie 1918-1935, Armata Republicii Populare Chineze 1965–1988, și Forțele armate ale Albaniei 1966–1991), care au fost restabilite după  ce au întâmpinat dificultăți operaționale de comandă și control a forțelor armate.